# EC-nummer
EC-nummer är en nomenklatur för enzymer, som har skapats av The Nomenclature Committee of the International Union of Biochemistry and Molecular Biology (NC-IUBMB). Den beskriver enzymer genom att kategorisera dem efter den reaktion som de katalyserar. Varje enzymkatalyserad reaktion har en beteckning med fyra siffergrupper, åtskilda av punkter, till exempel 1.1.1.1. Den första gruppen anger vilken enzymklass enzymet tillhör.
Klasserna är:
- EC 1: Oxidoreduktaser (katalyserar redoxreaktioner).
- EC 2: Transferaser (transporterar funktionella grupper mellan donator och acceptor).
- EC 3: Hydrolaser (katalyserar hydrolysreaktioner – addering av H2O till en kemisk bindning).
- EC 4: Lyaser ("sönderbrytare", bryter vanligtvis sönder en C-C bindning, men kan även bryta C-N eller frigöra CO2 från en beta-ketosyra. Detta sker i form av en exoterm reaktion).
- EC 5: Isomeraser (heterogen grupp enzymer som katalyserar flera olika typer av isomerisationsreaktioner – flyttar en grupp eller en dubbelbindning inom samma molekyl).
- EC 6: Ligaser (Sätter samman två kolatomer i en endoterm reaktion).
- EC 7: Translokaser (Transporterar molekyler genom cellmembran).